# Gammaracanthuskytodermogammarus loricatobaicalensis
Der wissenschaftliche Name Gammaracanthuskytodermogammarus loricatobaicalensis [ˌgamaˑraˌkantʊskyːtodɛrmoˈgamaˑrʊs loriˌkaːtobaɪkaˑˈlɛnzɪs] stellt den bislang längsten vorgeschlagenen Namen für einen Organismus dar. Er wurde im Jahr 1927 durch Benedykt Dybowski an einen kleinen Flohkrebs aus dem Baikalsee vergeben.
Neben dieser Art hat Dybowski noch eine Reihe weiterer Flohkrebse aus dem See beschrieben, darunter
- Crassocornoechinogammarus crassicornis
- Parapallaseakytodermogammarus abyssalis
- Zienkowiczikytodermogammarus zienkowiczi
- Toxophthalmoechinogammarus toxophthalmus
- Rhodophthalmokytodermogammarus cinnamomeus

Alle diese Namen wurden jedoch nach den Internationalen Regeln für die Zoologische Nomenklatur für ungültig erklärt.
Siehe auch: Skurrile wissenschaftliche Namen